# Une preuve d'amour

Une preuve d'amour est un téléfilm français de Bernard Stora produit par Mireille Dumas diffusé en 2003 sur France 2.

## Synopsis
Sébastien Madeleine a 28 ans. C’est un têtu, un violent. C’est aussi un tendre, un passionné, un être sensible et généreux. Mais de cela, qui s’en doute ? Tout ce qu’il y a de meilleur en lui, il le refoule, il le planque, il en a honte comme d’une faiblesse. On ne l’aime pas ? Tant mieux. Comme ça, on lui fout la paix.
Il faut dire que c’est de famille. Gilbert, le père, est aussi coriace que son fils. Depuis que sa femme s'est suicidée, il vit seul. Son exploitation agricole vivote à grand-peine, même si Sébastien a pris en charge le plus gros du travail. Entre père et fils, les rapports sont tendus. L'un veuf, l'autre célibataire, ils vivent calfeutrés, chacun chez soi, de part et d'autre de la cour. 
Venue faire des soins au père Madeleine, Cathie, trente-trois ans, découvre avec stupéfaction cet étrange attelage. Des tarés, juge-t-elle aussitôt… Pourtant, à sa façon, elle aussi est un peu marginale. Quelques années plus tôt, elle a plaqué des études de médecine pour s'engager dans l'action humanitaire. Entre deux missions, elle vient ici faire des remplacements d'infirmière. Son père, Jacques Fantin, agrégé de lettres, forte personnalité, vient de prendre sa retraite et peut enfin se consacrer à l'écriture. Cathie est très proche de ce père qui l'a élevée après la mort de sa mère, emportée par un cancer alors qu'elle avait douze ans. 
À quelque temps de là, Cathie se retrouve coincée au beau milieu d'une manifestation paysanne. Croisant Sébastien, elle l'arrache aux CRS qui le poursuivent. Cette nuit-là, ils font l'amour. Le lendemain, elle plaque le jeune homme sans ménagement.
Mais ce garçon l'intrigue. Il cache un secret, elle le presse. Un soir d'ivresse, il échoue à sa porte. Elle le ramène chez lui et découvre, stupéfaite, un incroyable entassement de livres et de revues. Sébastien a tout dévoré et tout retenu, sans ordre, sans méthode. Par une sorte de curiosité compulsive, comme par vice. Un vice qu'il aurait honte de révéler à qui que ce soit. 
Cathie a trouvé une mission nouvelle dans laquelle s'investir… Sébastien est un surdoué, elle en est certaine. Elle n'aura de cesse tant qu'il n'aura pas repris des études. Sébastien résiste. Les livres, c'est sa part de rêve, un monde qu'il s'est inventé pour lui seul, un refuge. Rien à voir avec l'instruction, la culture, encore moins avec la promotion sociale. Cathie insiste, et persuade son père de prendre le jeune homme en main…

## Fiche technique
- Produit par Mireille Dumas / MD Productions
- Réalisation : Bernard Stora
- Scénario : Bernard Stora et Olivier Dutaillis, d’après une idée originale de Mireille Dumas et Bernard Stora
- Dialogues : Bernard Stora
- Musique : Vincent Stora / Warner Chappell Music France
- Image : Pascal Gennesseaux
- Décors : Jean-Pierre Bazerolle
- Costumes : Virginia Vogwill
- Ingénieur du son : Georges Prat
- Montage : Julien Leloup
- Mixage : Stéphane Thiébaut
- Direction de Production : Catherine Jurquet
- Durée : 100 minutes
- Année de production : 2002
- Première diffusion : 9 avril 2003 sur France 2
- Deuxième diffusion : 14 avril 2015 sur France 3
- Pays :  France
- Genre : Comédie dramatique

## Distribution
- Anouk Grinberg : Cathie
- Éric Elmosnino : Sébastien
- Jean-Paul Roussillon : Madeleine
- Jean Yanne : Fantin
- Bruno Lochet : Bibi
- Serge Merlin : Granchot
- Julie Delafosse : Noémie
- Fabien Billet : Kévin
- Ariane Séguillon : Nadia
- Carole Franck : Marie-Françoise
- David Migeot : Gendarme
- Cyprien Fouquet : Paysan du bar
- Benoît Tachoires : Paysan du bar
- Alain Maillard : Le conducteur
- Thierry Nenez : Patron du restaurant

## Distinctions
Une preuve d'amour a obtenu deux prix au Festival du film de télévision de Luchon 2003 :
- Grand Prix de la Fiction française
- Prix d’interprétation masculine pour Éric Elmosnino

## Audience
Lors de sa première diffusion sur France 2 le 9 avril 2003, Une preuve d'amour a réuni 6 984 920 spectateurs (part d'audience : 34,5 %), se classant ainsi au 15e rang des audiences de la chaîne en 2003